# いせひなた
いせ ひなた（4月6日 - ）は、日本の声優、女優であり、地下アイドルユニット・HARU☆HINAのメンバー。劇団怪傑パンダース所属。大阪府出身。

## 出演作品

### ゲーム
- フランII 〜聖界の奇跡〜（ルピア）
- アクエリアンエイジ（伊勢あかり）

### ネットラジオ
- ゆずいろラジオ

### インターネットテレビ
- それ行けテンポザン!（あっ!とおどろく放送局、2009年9月6日）

### 舞台
- 2001年12月 劇団ウエスト ファミリーミュージカル 『クリスマス・キャロル』少女セーラ役
- 2002年11月 劇団海月第7回公演 『パイプドリーム』 タイムキーパー役
- 2008年7月 劇団はなまる大作戦第2回本公演 『Last The World』鮎川カケル・カオル役
- 2009年4月 劇団あいすきゃんでぃ旗揚げ公演 『Eleven 〜のこりの1つ〜』レイ役(主演)
- 2011年1月 朗読劇「ドッカンぐらぐら」
- 2011年2月 怪傑パンダース旗揚げ公演「パーフェクト・ヒーロー」
- 2011年10月 怪傑パンダース第2回本公演「リーゼント総理」
- 2011年11月-12月 タンバリンプロデューサーズ11回公演「舞台 新耳袋2〜幽霊夜想曲（ゴースト・ノクターン）〜」
- 2012年7月 怪傑パンダース第4回本公演「ビューティフルドリーマー」
- 2012年10月 演劇ユニットMOSH番外公演「extra ベスコレ!」
- 2013年3月　怪傑パンダース第5回本公演「ユメオイビトの航海日誌」
- 2013年3月　タンバリンプロデューサーズ×LIVEDOGプロデュース「TOKUGAWA15」
- 2014年10月 怪傑パンダース第8回本公演「キミに逢いたくて」
- 2015年3月 LIVEDOGプロデュース公演　「ちょいとビターな日曜日」

### 地下アイドル
- 2009年12月にインディーズレーベルより、デジタル写真集をリリース。
- 2010年1月より日向小陽とHARU☆HINAを結成し、地下アイドルユニットとして精力的にライブ活動もしている。またソロとしてもライブに出演する事もありユニット、ソロ併せて、毎月10本ペースで出演している。
- 同年2月28日にはデビューシングル『Rising sun/恋愛シミュレーション』をリリースし、同日に秋葉原ラムタラメディアワールドのイベントスペースにてCD発売イベントも敢行した。
- また同年7月18日にはソロデビューシングル『すぽんじ☆はぁと』をリリースし、同日に秋葉原ラムタラメディアワールドのイベントスペースにてCD発売イベントも敢行した。
- 相方の日向小陽も同年8月22日にソロデビューし、その際のイベントに立ち合っている。
- 2010年11月23日にはHARU☆HINAの2ndシングル『笑顔の太陽』をリリースし、前回同様、同日に秋葉原ラムタラメディアワールドのイベントスペースにてCD発売イベントも敢行した。また2011年3月2日 - 3月6日には石丸電気本店ソフト館7階にて、『笑顔の太陽』販売記念イベントのCD販売インストアイベントも敢行。これには劇団の仲間や地下アイドル仲間が応援に駆け付けた。（オリコンウィークリーインディーズチャート・8位）